# Deputowani do Rady Parlamentarnej Niemiec
Deputowani do Rady Parlamentarnej Niemiec (Parlamentarischer Rat, od 1 września 1948 do 5 maja 1949) – deputowani do Rady Parlamentarnej Niemiec. Złożyli ślubowanie poselskie 1 września 1948.
Pierwsze posiedzenie odbyło się 1 września 1948 a ostatnie 5 maja 1949.
Przewodniczący Rady Parlamentarnej od 1 września 1948
- Konrad Adenauer (CDU)

Wiceprzewodniczący Rady Parlamentarnej
- Adolph Schönfelder (SPD)
- Hermann Schäfer (FDP)

## Lista według przynależności partyjnej (stan na koniec kadencji)

### CDU(22 (24) deputowanych)
- Konrad Adenauer
- Paul Binder
- Adolf Blomeyer
- Heinrich von Brentano
- Paul de Chapeaurouge
- Hermann Fecht
- Albert Finck
- Hubert Hermans-Adolf Süsterhenn
- Anton Hilbert do 7 marca 1949-Hermann Fecht
- Werner Hofmeister-Heinrich Rönneburg
- Jakob Kaiser
- Theophil Kaufmann
- Adolf Kühn-Felix Walter
- Robert Lehr
- Lambert Lensing
- Hermann von Mangoldt
- Heinrich Rönneburg do 10 grudnia 1948
- Josef Schrage
- Carl Schröter
- Walter Strauß
- Adolf Süsterhenn do
- Felix Walter do 17 lutego 1949
- Helene Weber
- Ernst Wirmer

### CSU(8 deputowanych)
- Josef Ferdinand Kleindinst
- Gerhard Kroll
- Wilhelm Laforet
- Karl Sigmund Mayr
- Anton Pfeiffer
- Kaspar Gottfried Schlör
- Josef Schwalber
- Kaspar Seibold

### DP(2 deputowanych)
- Wilhelm Heile
- Hans-Christoph Seebohm

### FDP-LDP(6 deputowanych)
- Max Becker
- Thomas Dehler
- Theodor Heuss
- Hermann Höpker-Aschoff
- Hans Reif
- Hermann Schäfer

### KPD(2 (3) deputowanych)
- Hugo Paul
- Max Reimann-Hugo Paul
- Heinz Renner

### SPD(31 (32) deputowanych)
- Hannsheinz Bauer
- Ludwig Bergsträsser
- Georg Diederichs
- Fritz Eberhard
- Adolf Ehlers
- Andreas Gayk
- Otto Heinrich Greve
- Rudolf-Ernst Heiland
- Fritz Hoch
- Rudolf Katz
- Karl Kuhn
- Paul Löbe
- Fritz Löwenthal do 4 maja 1949
- Friedrich Maier
- Walter Menzel
- Willibald Mücke
- Friederike Nadig
- Erich Ollenhauer-Otto Heinrich Greve
- Ernst Reuter
- Albert Roßhaupter-Josef Seifried
- Hermann Runge
- Otto Suhr
- Carlo Schmid
- Adolph Schönfelder
- Josef Seifried
- Elisabeth Selbert
- Jean Stock
- Friedrich Wilhelm Wagner
- Friedrich Wolff
- Hans Wunderlich
- Gustav Zimmermann
- Georg-August Zinn

### Niemiecka Partia Centrum(2 deputowanych)
- Johannes Brockmann
- Helene Wessel